# Nematoplus yamato
Nematoplus yamato is een keversoort uit de familie Stenotrachelidae. De wetenschappelijke naam van de soort is voor het eerst geldig gepubliceerd in 1987 door Nakane.